# Goldener Anker Bayreuth

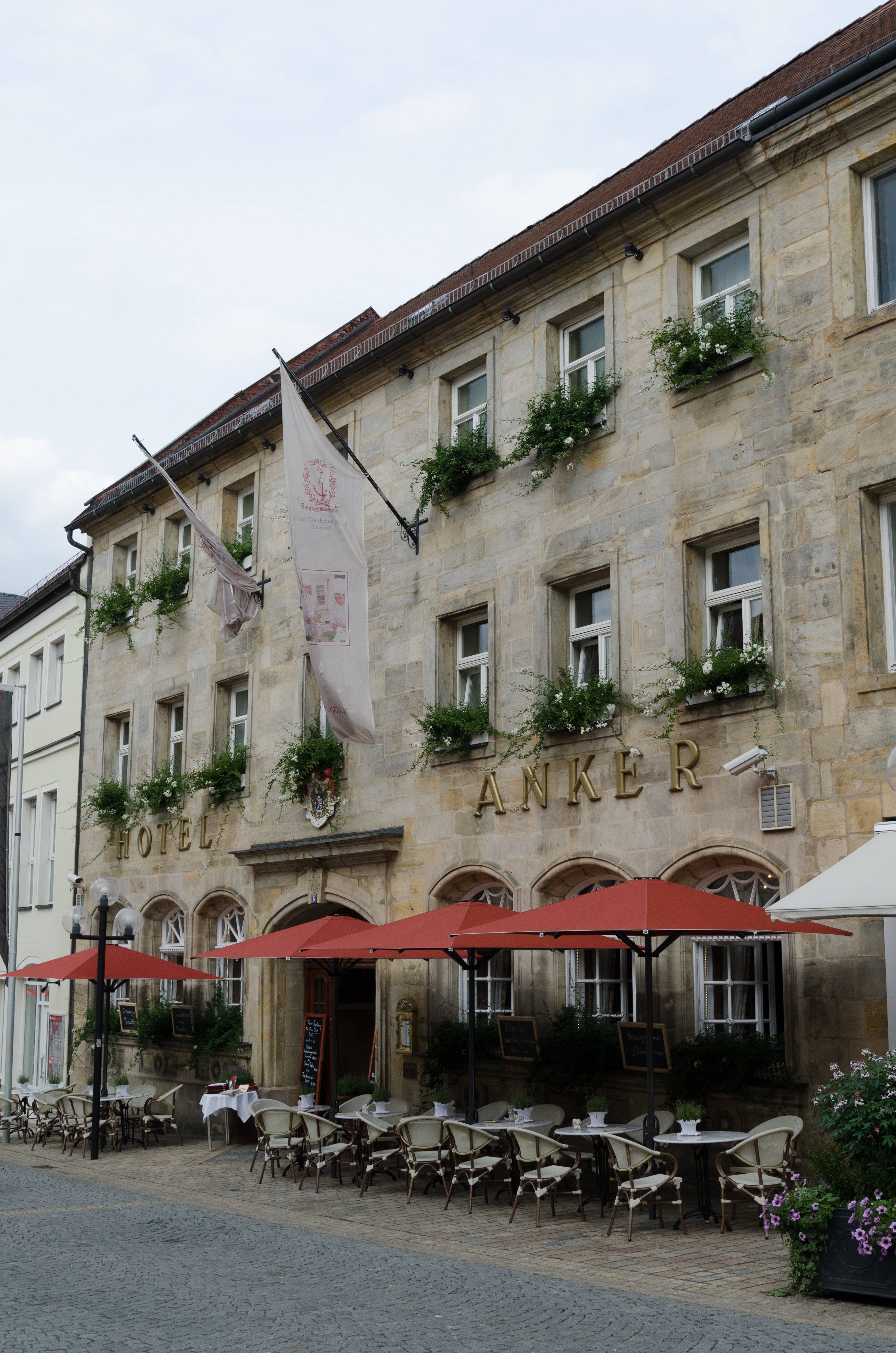
Goldener Anker

Der Goldene Anker ist das älteste noch in Familienhand betriebene Hotel in Bayreuth. Er befindet sich in der Innenstadt in unmittelbarer Nachbarschaft zum Markgräflichen Opernhaus, das seit 2012 in der Liste des UNESCO-Welterbes ist. Der Gebäudekomplex steht unter Denkmalschutz und ist ein Spiegelbild der Bayreuther Stadtgeschichte. Er gehört zum Ensemble der Opernstraße, die, in die Ludwigstraße übergehend, zu den Prachtstraßen der Stadt gehört.

## Geschichte
Im 16. Jahrhundert betrieb die Metzgerfamilie Köhler am Bayreuther Mühltürlein eine Fleischhauerei. 1676 erwarb sie ein Haus in der heutigen Opernstraße 6 und baute ihren Betrieb in den kommenden Generationen weiter zur Garküche aus. Ein Ausschank und erste Übernachtungsmöglichkeiten kamen hinzu. Das heutige Gebäude entstand 1753/54, nur wenige Jahre nach der Eröffnung des Markgräflichen Opernhauses. Die Sandsteine stiftete Markgräfin Wilhelmine, die für ihren Theaterbau ein adäquates Umfeld wünschte und die alten Häuser der Handwerker abreißen ließ. 
Zunächst wurde der Betrieb unter dem Namen Köhler’sche Gastei geführt. 1839 erwarb Wilhelm Köhler die Gast- und Schildgerechtigkeit „Zum Goldenen Anker“, nachdem ein gleichnamiges Hotel am Rennweg aufgegeben worden war. Der Name war am ursprünglichen Gasthof „L’Ancre d’Or“ (Goldener Anker) entstanden, aufgrund einer am Haus befindlichen Figur mit einem Anker. Im Zuge des Anschlusses der Stadt Bayreuth an das Eisenbahnnetz im Jahr 1853 beantragte Wilhelm Köhler die Konzession zur „Lohnrößlerei“, d. h. zur Erlaubnis, seine Gäste mit der Kutsche vom Bahnhof ins Haus und zurück fahren zu dürfen. Dem wurde stattgegeben. Bis in die 1920er Jahre hinein war der heutige Eingangsbereich eine Kutschdurchfahrt. Es erfolgten diverse Umbauten und Erweiterungen. Wilhelm Köhler wurde „Großherzoglicher hessischer Hoflieferant“ und in die Riege der Stadtväter aufgenommen.
Bei technischen Neuerungen gehörten die Eigentümer des Goldenen Ankers zu den ersten, die diese in Bayreuth nutzten. So hatten sie spätestens ab 1895 nach der Feuerwehr den zweiten Telefonanschluss der Stadt mit der Nummer 2. Elektrisches Licht, Zentralheizung oder private Bäder hielten ebenfalls bald Einzug im Hotel. 1927 erfolgte ein umfassender Umbau im Erdgeschoss, vor allem in den Innenräumen. Diese wurden im Stil des Art déco mit einzigartigen Elementen ausgestattet und sind bis heute im Original erhalten.
Bei seinem ersten Besuch in Bayreuth am 29./30. September 1923 logierte Adolf Hitler im Goldenen Anker. Er wurde bei seiner Ankunft mit Ovationen empfangen und zeigte sich der Menge in einem Fenster des ersten Stocks. Am Abend des 30. September traf er im Hotel, anlässlich eines Empfangs der Familie Bechstein, erstmals auf Winifred Wagner, die ihn für den folgenden Tag in das Haus Wahnfried einlud.
In den Kriegsjahren von 1939 bis 1945 wurde der Betrieb, vor allem während der Festspiele, aufrechterhalten. Erst in den Jahren 1945 bis 1949 stellte das Haus aufgrund der Besatzung durch die amerikanische Armee den Gaststätten- bzw. Hotelbetrieb vorübergehend ein. In jenen Jahren diente es als örtliches Hauptquartier der amerikanischen Truppen. Auch eine der drei örtlichen Abteilungen des Counter Intelligence Corps (CIC) war bis zum 17. Mai 1949 dort untergebracht; tags darauf wurde der zivile Betrieb wieder aufgenommen.
Der Goldene Anker befindet sich bis heute im Besitz der Familie Graf, unmittelbaren Nachfahren der Gründerfamilie Köhler aus dem 17. Jahrhundert. Das Hotel weist 35 Zimmer auf, von denen viele einen Namen tragen. Diese wurden nach Berühmtheiten benannt, die dort übernachteten.

## Gäste
Die Gästeliste umfasst national und international bekannte Persönlichkeiten, neben Richard Wagner, Thomas Mann, Mark Twain und Gerhart Hauptmann finden sich Loriot, Uderzo und Mitglieder englischer Adelshäuser ebenso wie Schauspieler Colin Firth, Hape Kerkeling, die Scorpions und Sopranistin Waltraud Meier.
Die enge Verbundenheit zur Familie Wagner lässt sich u. a. daran erkennen, dass in den Räumen des Hotels im Juni 1921 die Deutsche Festspielstiftung Bayreuth gegründet wurde.